# Vordernberg
Vordernberg osztrák mezőváros Stájerország Leobeni járásában. 2017 januárjában 1030 lakosa volt.    

## Elhelyezkedése

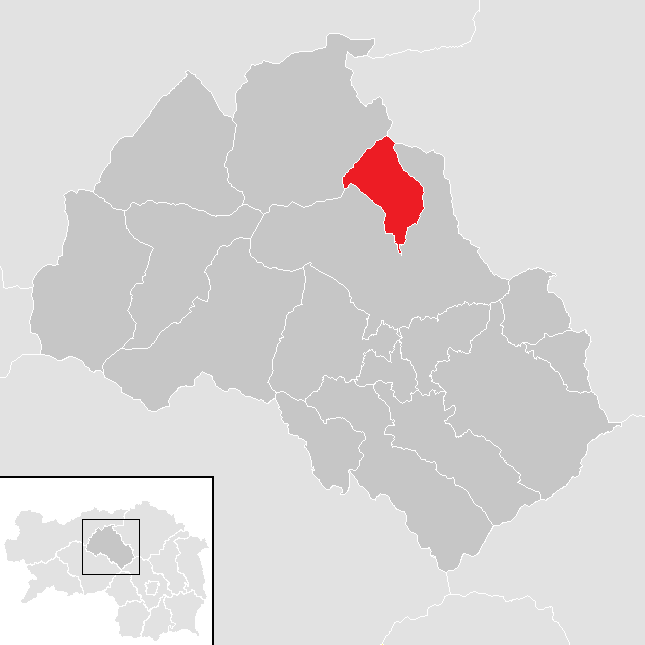
Vordernberg a Leobeni járásban

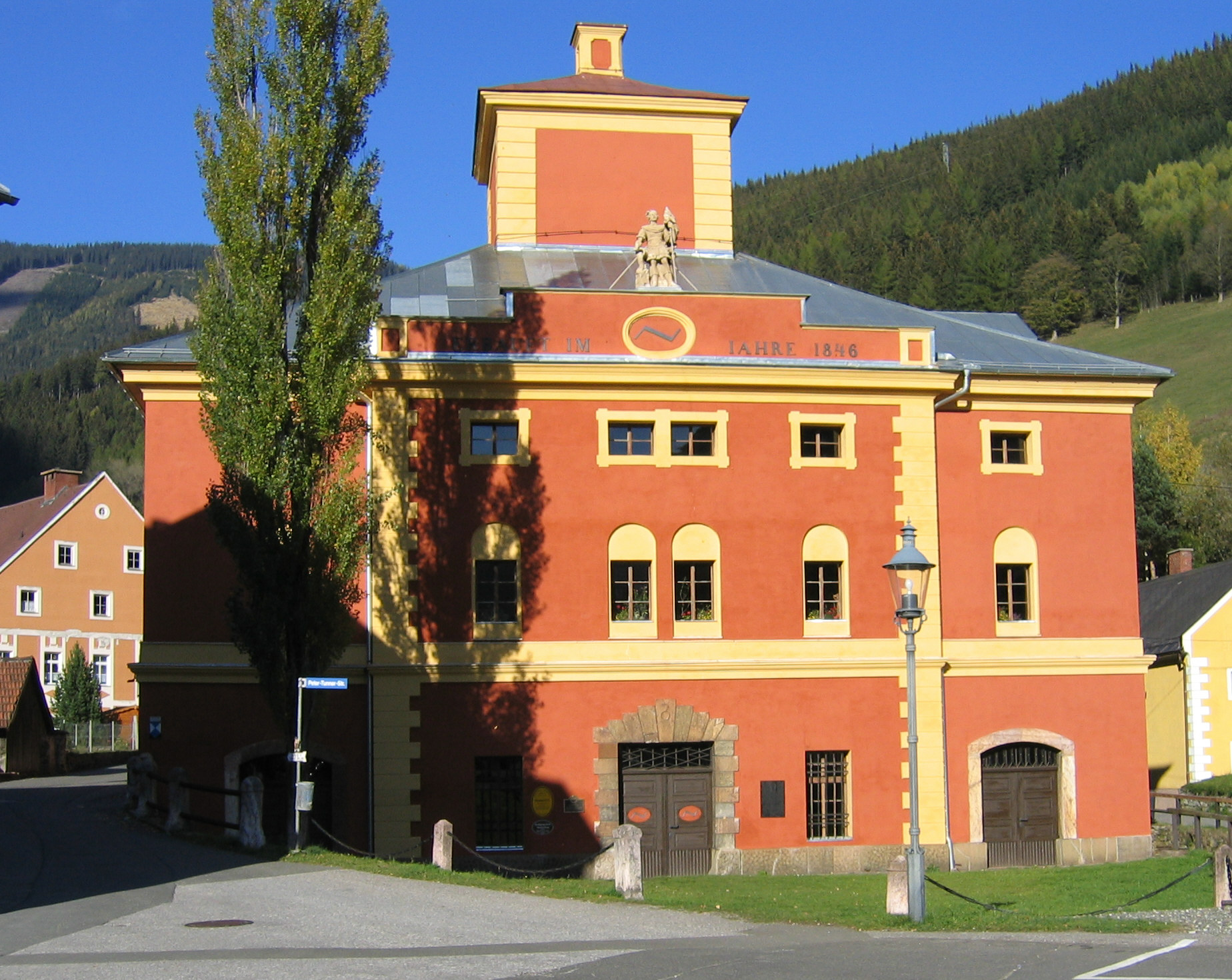
A múzeummá átalakított volt IV. vasmű

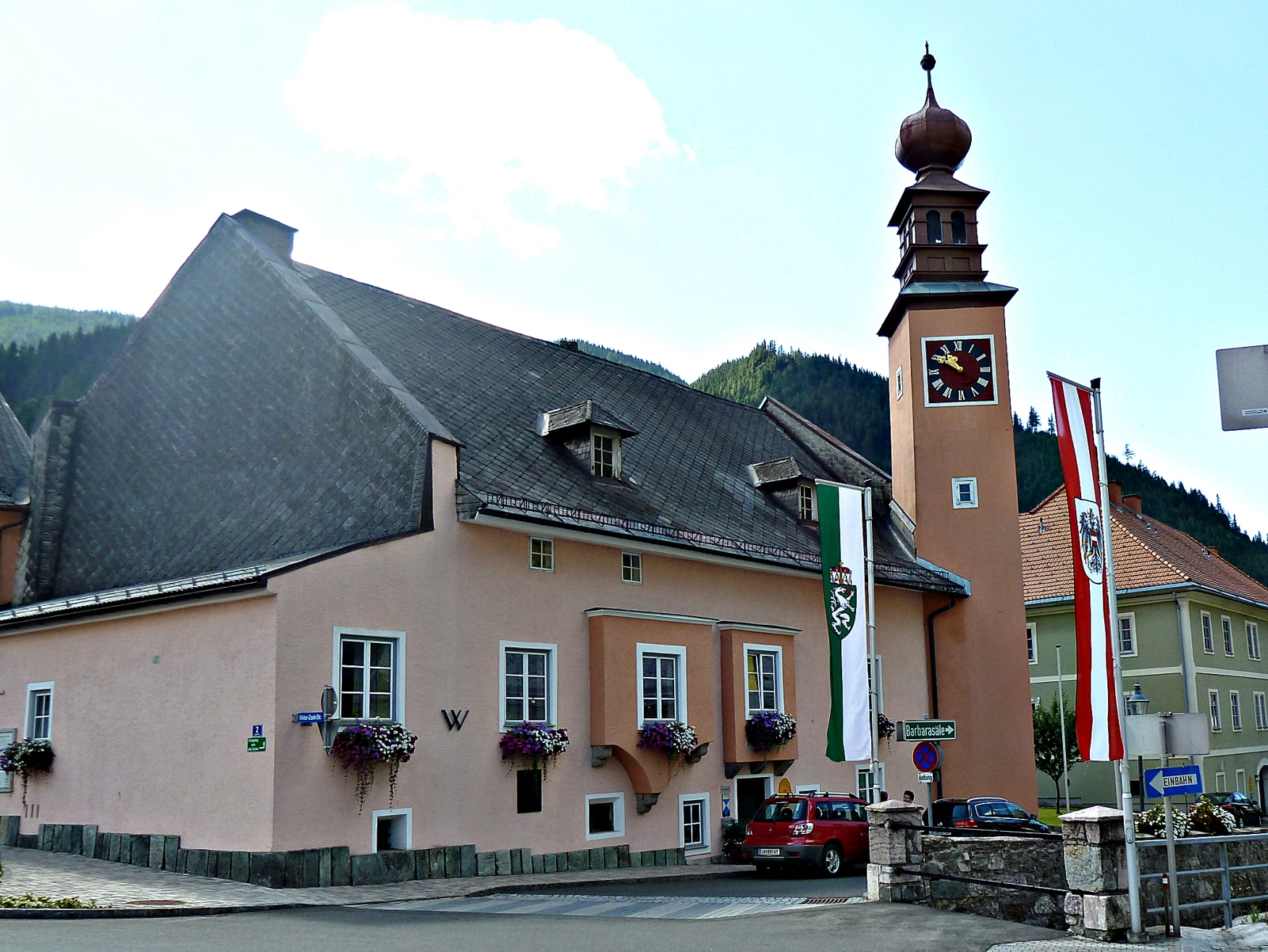
A városháza

Vordernberg Felső-Stájerországban fekszik, a Präbichl-hágónál, a Vordernbergerbach folyó mentén, amely elválasztja az Eisenerzi-Alpokat és a Hochschwab-csoport hegyeit. Az önkormányzat 7 települést egyesít: Almhäuser, Friedauwerk, Handlalm, Präbichl, Sankt Laurenti, Vordernberg, Wegscheid.
A környező önkormányzatok: délre Trofaiach, északnyugatra Eisenerz, északkeletre Tragöß.

## Története
Vordernberg szinte egész története a közeli Erzbergen, Ausztria legnagyobb vasércbányájában kitermelt vasérc feldolgozásához kapcsolódik. A vaskohászat első nyomai az időszámítás utáni első évezred végéről származnak. A 13. századtól az egyre nagyobb kohók fújtatóinak működtetésére már a Vordernerbach sodrával forgatott vízkerekeket használtak. Ekkor az egész hegy környéke egyetlen adminisztratív egységet alkotott Aerze néven, de röviddel később hercegi utasításra a hegy egy adott pontjánál (1186 méteren) magasabban bányászott érc Vordernbergnek, az alatt kitermelt pedig Innerbergnek (a mai Eisenerznek) jutott. A két település végleges elválasztására 1453-ban került sor, amikor III. Frigyes császár Vordernbergnek mezővárosi jogot és címert adományozott. Egy 14. századi hercegi parancs értelmében a vordernbergiek a nyersvasat csak Leoben polgárainak adhatták el, amelynek ipara alapvetően a vastermékek (fegyverek, szerszámok, szögek stb.) előállításán alapult. Korábban a vas jelentős részét Itáliába, főleg Velencébe exportálták.       
1750 körül a korábbi faszénnel működő, egyszerű kohókat felváltották az új típusú, nagyobb hőmérsékletű vasolvasztók, amelyek a korábbi kovácsoltvas helyett öntöttvasat is képesek voltak előállítani. Ebben az időben 108 kohómunkás és kovács, 379 bányász és földműves, 110 érc- és vasszállító és 251 favágó és szénégető élt a városban. 1806-ig Vordernbergben volt a bányakapitányság székhelye.   
1840-ben János főherceg kezdeményezésére Vordernbergben bányászati és kohászati főiskola nyílt, amely 1849-ben Leobenbe költözött (ma Bányászati és Kohászati Egyetem). 1872-ben megnyílt a Leoben-Vordernberg vasútvonal, amelyet 1891-re meghosszabbítottak Eisenerzig. Szintén 1891-ben a Leoben melletti Donawitzben megkezdte működését az első koksszal dolgozó nagyolvasztó, mely jóval hatékonyabban állította elő a vasat az ércből, mint a még mindig faszénnel működtetett vordernbergi kohók. Ez a helyi vasipar végét jelentette, 1922-re az utolsó kohó is bezárt. 
1945-ben a második világháború végén a nácik több mint 200 magyar zsidót gyilkoltak meg Präbichlben, Vordernberg és Eisenerz határán. 
1986-ban az eisenbergi vasércet nem szállították többé a Präbichl-hágón át Donawitzbe és felszámolták a korábbi vasutat is. 1991 óta nyaranta nosztalgiavasút jár Vordernberg és Eisenerz között. 2012-ben kezdeményezték, hogy Gai, Hafning és Vorndernberg csatlakozzon Trofaiach város önkormányzatához. Míg az első két település népszavazáson megszavazta az egyesülést, Vorndernberg nagy többséggel, 82%-kal elvetette azt.   

## Lakosság

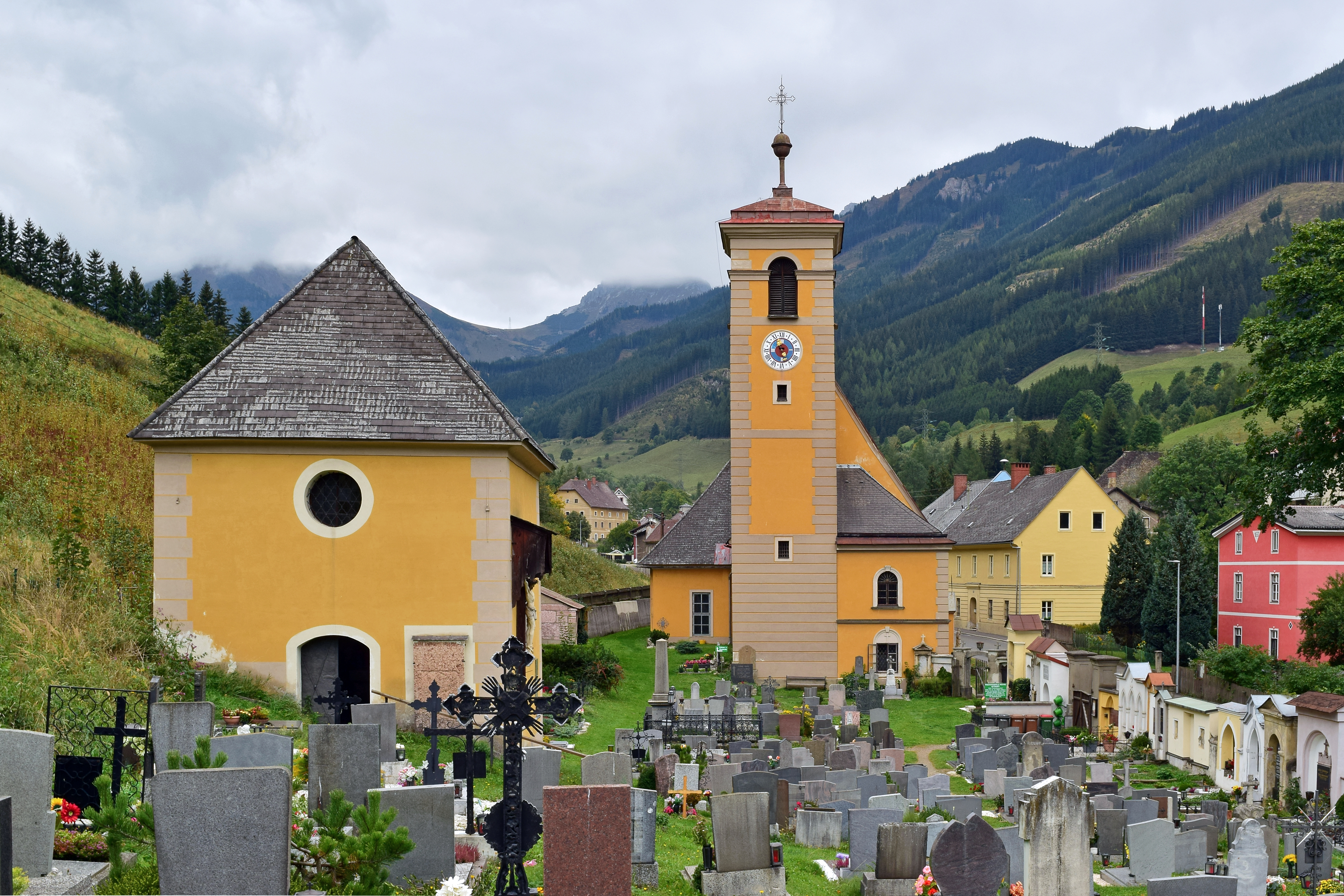
A Mária mennybemenetele-templom és temetője

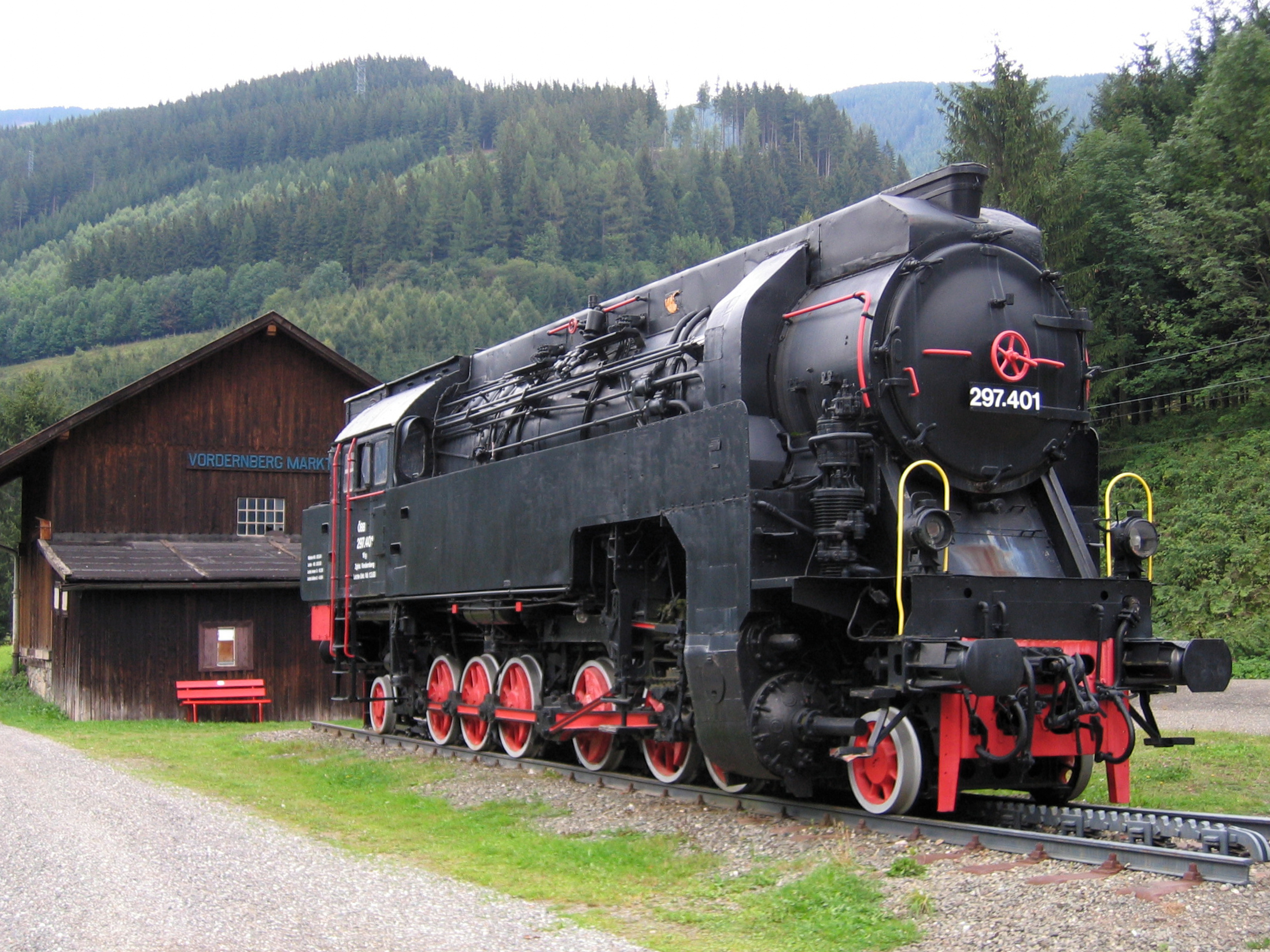
Az erzbergi hegyi vasút régi mozdonya a Vordernberg Markt állomáson

A vordernbergi önkormányzat területén 2017 januárjában 1030 fő élt. A lakosságszám 1890-ben érte el a csúcspontját 3118 fővel, azóta – különösen az 1960-as évek óta – a népesség erősen csökkenő tendenciát mutat. 2015-ben a helybeliek 88,2%-a volt osztrák állampolgár; a külföldiek közül 1,6% a régi (2004 előtti), 4,3% az új EU-tagállamokból érkezett. 0,9% a volt Jugoszlávia (Szlovénia és Horvátország nélkül) vagy Törökország, 5% egyéb országok polgára (utóbbi a 2010 óta működő menekültszálló miatt). 2001-ben a lakosok 68,4%-a római katolikusnak, 5,6% evangélikusnak, 1,3% mohamedánnak, 23,8% pedig felekezet nélkülinek vallotta magát. 

## Látnivalók
- a múzeummá átalakított valamikori IV-es vasmű. A klasszicista stílusban 1846-ban épített üzem faszénnel működött és jelentős ipartörténeti emlék.
- a Lehrfrischhütte eredetileg a bányászati főiskolához tartozott, ma a vasfeldolgozás korabeli technikáját bemutató múzeum.
- a Raithaus eredetileg a kohómesterek közösségi háza volt, ma a Bányatörténeti Társaság központja található itt.
- a vordernbergi toronnyal ellátott városházája eredetileg a Schachner-családé volt. Stukkómennyezete 1720-ból való.
- a Meranhaus mai formájában 1684-ben készült el. A 19. században János főherceg birtokában volt.
- a Mária mennybemenetele-plébániatemplom a 15. században épült
- a Szent Lőrinc-templom 1465-ben épült késő gótikus stílusban.

## Híres vordernbergiek
- Peter Wirnsberger (1958-) olimpiai ezüstérmes alpesi síelő

## Testvérvárosok
- Berg, Németország

## Fordítás
- Ez a szócikk részben vagy egészben  a   Vordernberg című német Wikipédia-szócikk ezen változatának fordításán alapul.  Az eredeti cikk szerkesztőit annak laptörténete sorolja fel. Ez a jelzés csupán a megfogalmazás eredetét és a szerzői jogokat jelzi, nem szolgál a cikkben szereplő információk forrásmegjelöléseként.